# Zvočna izolacija
Zvočna izolacija je sredstvo za preprečevanje oz. zmanjševanje jakosti zvočnih valov med virom zvoka in sprejemnikom. 
Obstaja nekaj osnovnih pristopov k zmanjševanju zvoka: 
1. Povečanje razdalje med virom in sprejemnikom;
2. Z uporabo protihrupnih snovi,ki absorbirajo energijo zvočnih valov;
3. Uporaba protihrupnih zvočnih generatorjev.

Pri načrtovanju akustične obdelave je potrebni biti pozoren na dve stvari.
- Izboljšava zvoka v prostoru
- Zmanjšanje uhajanja zvoka iz prostora (gluha soba)

Zvočno izoliranje lahko zmanjša potovanje nezaželenih zvočnih valov od vira zvoka do sprejemnika zvoka glede na razdaljo in posredovanje objektov v določeni zvočni poti

## Razdalja
Energetska gostota zvočnih valov se z razširjanjem pomanjša, zato povečanje razdalje med sprejemnikom zvoka in izvirom znatno vpliva na jakost zvoka, ki pride do sprejemnika.

## Dušenje
Dušenje pomeni zmanjšanje resonance v sobi z absorbcijo ali preusmeritivjo zvoka. Absorbcija zmanjša skupno jakost zvoka, preusmeritev pa odstrani neželjene zvoke ali pa celo koristi z zmanjšanjem skladnosti. Dušenje lahko zmanjša akustično resonanco v zraku ali mehanično resonanco v strukturi sobe same ali predmetov v sobi.

## Absorpcija
Absorpcija zvoka pretvori del zvočne energije v zelo malo količino toplote v izolacijskem predmetu (absorbni material), in zvok se nato ne posreduje ali odbija.Obstaja kar nekaj dejavnikov, ki določajo kako material absorbira zvok. Izbira absorbcijskega materiala mora biti določena glede na frekvenco distribucije zvoka, ki mora biti absorbiran in potrebne količine akustične absorbcije.

### Porozni absorbcijski materiali
Porozni absorbcijski materiali, tipično odprtocelična gumijasta pena ali melaminaste spužve absorbirajo zvok s trenjem znotraj celične strukture same.
Porozne odprtocelične gumijaste pene so visoko učinkoviti absorbcijski material s širokim razmakom srednjih-visokih frekvenc. Pri nižjih frekvencah učinkovitost ni tako impresivna.
Točna količina absorbcije porozne odprtocelične gumijaste pene je določena s številom navedenih dejavnikov:
- Celična velikost
- Zakrivljenost
- Poroznost
- Debelina materiala
- Gostota materiala

### Resonančni absorbcijski materiali
Resonančne plošče, Helmholtzev resonator in drugi resonančni absorberji delujejo na način dušenja zvočnih valov z odbijanjem njih samih.
Za razliko od poroznih absorbcijskih materialov so resonančni absorberji najbolj učinkoviti na nizko-srednjem razmaku frekvenc in absorbcija le teh je vedno prikazana v ozkem frekvenčnem razponu.

## Odboj
V okolici objektov, kot so na primer avtoceste, nasipi itd., je odboj zvoka pogosto definiran tako da se zvoki odbijajo proti nebu.

## Difuzija
Če je zrcalni odsev zvoka od trde ploske površine daje problematičen oz. slab odmev potem je pametno, da se na to površino namesti akustičini difuzer, ki razprši zvok v vse smeri. 

## Prostor znotraj prostora
Prostor v prostoru (ang. kratica RWAR - Room within a room) je ena izmed metod izolacije zvoka in preprečanja odvajanja zvoka v zunanji svet, kjer je lahko nezaželen.
Največ vibracij oz. zvočnega prenosa iz prostora v zunanjost je posledica mehaničnih dejavnikov. Primer: vibracija prehaja direktno skozi opeko, lesene izdelke in druge trdne elemente. Ko se vibracija sreča z elementom kot je npr. stena, strop, tla ali okno se ta vibracija pojača in je slišna v drugem prostoru. Mehanični prenos je mnogo hitrejši, učinkovitejši in se lažje pojača na zračnih prenosih iste začetne jakosti.
Uporaba akustične pene in drugih absorbcijskih materialov je manj učinkovita proti takemu prenosu vibracije. Uporabniku je svetovano prekiniti povezavo med prostorom, ki vsebuje izvor zvoka in zunanjim svetom. To je imenovano akustično razklapljanje (ang. acoustic de-coupling). Idealno akustično razklapljanje odstrani prenos vibracij med trdnimi materiali in v zraku, tako da je zračni tok v prostoru pogosto nadzorovan. To ima tudi varnostne komplikacije, npr. zagotovljena mora biti ustrezna ventilacija in grelci se ne morejo uporabljati znotraj razklopnega prostora.

## Prekinitev zvoka
Generatorji prekinitve zvoka za aktivno kontrolo hrupa so relativno moderna inovacija. Mikrofon pobere zvok, ki ga nato analizira računalnik, nato pa so zvočni valovi z nasprotno polarnostjo (180° pri vseh frekvencah) izhodni valovi, ki izhajajo preko zvočnika. To povzroča destruktivno interferenco in močno uduši zvok.